# Енді Рурк
Енді Рурк (англ. Andy Rourke, справжнє ім'я Ендрю Майкл Рурк англ. Andrew Michael Rourke, 17 січня 1964, Манчестер — 19 травня 2023, Нью-Йорк) — британський музикант, бас-гітарист рок-гурту The Smiths.

## Біографія
У віці 7 років Енді отримав у подарунок від батьків свою першу акустичну гітару. В 11 він познайомився з Джонні Марром, з яким під час обідніх перерв у школі імпровізували, граючи на гітарі. У подальшому це призвело до створення власного рок-гурту. Саме Марр запропонував Рурку, який до цього був гітаристом, спробувати себе у грі на бас-гітарі. Бас настільки захопив музиканта, що в подальшому він грав лише на цьому інструменті. У віці 15 років Енді кинув школу, щоб повністю посвятити себе музиці.
У 1982 Рурк разом з Стівеном Морріссі, Джонні Марром та Майком Джойсом заснував рок-гурт The Smiths, постійним членом якого був до 1986 року.
Після розпаду гурту Рурк продовжив співпрацю з Морріссі, вокалістом цього колективу, а також Шинейд О'Коннор, Кіллінг Джоук та іншими виконавцями. Опісля Енді став одним із трьох співзасновників британського рок-гурту Freebass, та вже в серпні 2010 року покинув колектив. У 2006—2008 рр. організував серію концертів проти раку (Manchester v Cancer). У 2009 переїхав до Нью-Йорка, де спільно з ді-джеєм Оле Коретскі створив музичний гурт Jetlag, який опісля був перейменований в D.A.R.K. Помер 19 травня 2023 року.